# Photokina

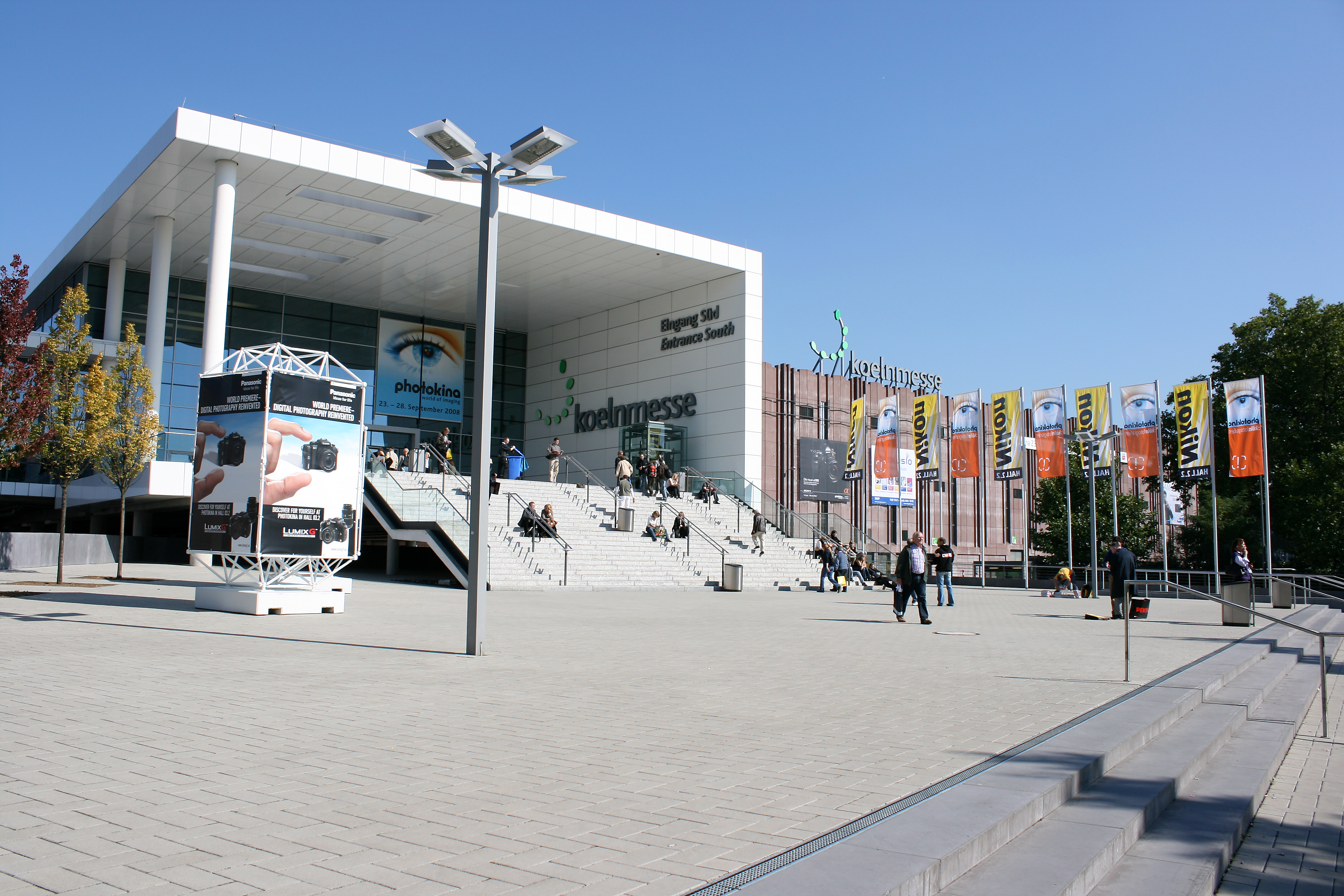
Zuidingang van photokina.

De photokina (photokina; world of imaging) is een internationale handelsbeurs op het gebied van fotografie en film die wordt gehouden in de beurshallen van Koelnmesse in Keulen in Duitsland. De photokina wordt gezien als de belangrijkste tentoonstelling ter wereld voor nieuwe ontwikkelingen op het gebied van camera's, lenzen, beeldbewerkingsmethoden en overige technische aspecten van visuele communicatie. De beurs wordt om de twee jaar in de herfst gehouden, tot 2018. Vanaf 2020 elk jaar in mei.
In 2002 en 2004 waren er circa 160.000 bezoekers. In 2008 bezochten zo'n 170.000 mensen de photokina.

## Trivia
- Het woord "photokina" wordt altijd zonder hoofdletter geschreven.
- Het woord "koelnmesse" wordt alleen in het logo met een kleine beginletter geschreven en overige teksten met een hoofdletter als "Koelnmesse".